# Lichnówki
Lichnówki (niem. Klein Lichtenau)– wieś w Polsce położona w województwie pomorskim, w powiecie malborskim, w gminie Lichnowy na obszarze Wielkich Żuław Malborskich.
W latach 1975–1998 miejscowość administracyjnie należała do województwa elbląskiego.
We wsi był przystanek kolei wąskotorowej Lichnówki.

## Zabytki
Według rejestru zabytków NID na listę zabytków wpisany jest dom nr 44 (d. 11), nr rej.: A-1033 z 26.09.1962.
Jest to dom podcieniowy o konstrukcji szachulcowej z początku XIX w.